# Mildburga di Wenlock
Mildburga, conosciuta anche come Milburga e Mildburh (VII secolo – Much Wenlock, 23 febbraio 727), è stata una principessa e una badessa benedettina in un'abbazia di Wenlock poi divenuta la prioria di Wenlock, nel regno anglosassone di Mercia. È venerata come santa dalla Chiesa cattolica, dalla Chiesa ortodossa e dalla Comunione anglicana.

## Vita e famiglia

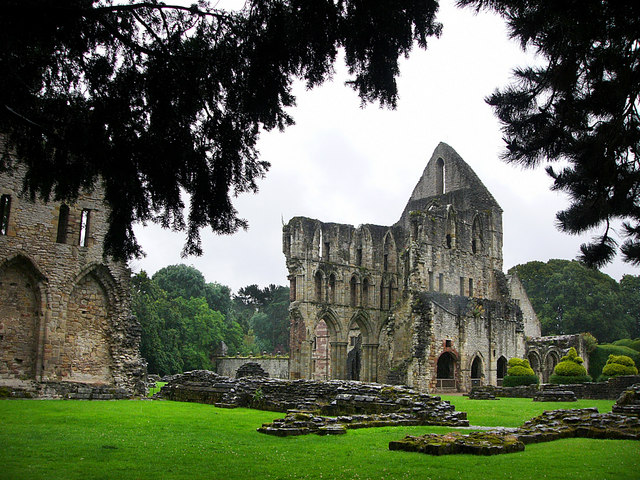
Prioria di Santa Milburga, Much Wenlock.

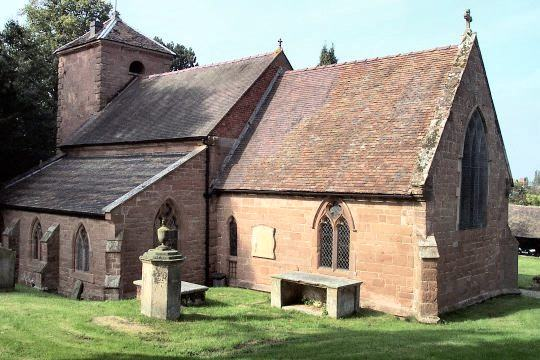
La chiesa di Santa Milburga a Beckbury, nello Shropshire.

Mildburga era figlia di Merewalh, re del Magonsete, un sub-regno del regno anglosassone di Mercia, e di Santa Ermenburga (conosciuta anche come Domne Eafe); in quanto pronipote di re Etelberto del Kent, anch'egli santo, appare anch'essa nella raccolta di testi medievali denominata Kentish Royal Legend (letteralmente: leggenda reale del Kent).
Anche le sue sorelle Mildred (Santa Mildred) e Mildgita (Santa Mildgita) sono state dichiarate sante e appaiono con lei nella sopraccitata Kentish Royal Legend, conosciuta anche come Leggenda di Mildred. Le tre sorelle sono state associate alle tre virtù teologali: Mildburga alla fede, Mildred alla carità e Mildgita alla speranza.
La famiglia di Mildburga aveva, per parte di madre, stretti rapporti con la dinastia merovingia, allora dominatrice nel Regno dei Franchi, e grazie a questo Mildburga fu educata in Francia dove si fece notare, così come fece poi dopo il suo ritorno in Inghilterra, per la sua umiltà e, stando ai racconti locali, per il fatto di essere in grado di guarire gli ammalati e restituire la vista ai ciechi. Una volta tornata in patria si adoperò poi per organizzare l'evangelizzazione e la cura pastorale dello Shropshire meridionale.
Mildburga entrò nel convento benedettino di Wenlock, oggi conosciuto come Much Wenlock, nella parte del regno di Mercia oggi facente parte della contea dello Shropshire. Il convento era stato fondato verso il 680 da suo padre e da suo zio, Wulfhere di Mercia, che lo avevano posto sotto la direzione di una badessa francese, Liobinda di Chelles, a cui Mildburga succedette nel 687, venendo consacrata badessa da San Teodoro di Canterbury.
Secondo la leggenda, in questo periodo Mildburga fu chiesta in moglie da un principe vicino che, di fronte ad un suo rifiuto, si risolse ad averla anche a costo di usare la forza. Mildburga si diede così alla fuga attraversando, nel suo percorso, un fiume che, all'arrivo del principe, gettatosi all'inseguimento della ragazza, si ingrossò miracolosamente a tal punto da costringere il pretendente a desistere dai suoi propositi.
Si racconta che Mildburga esercitasse un misterioso potere sugli uccelli, i quali, dietro sua richiesta, evitavano di danneggiare i campi dei contadini locali. A Mildburga sono poi associati anche diversi miracoli come la creazione di una sorgente, una miracolosa crescita dell'orzo, e addirittura la resurrezione di un bambino.
Mildburga morì nella sua abbazia il 23 febbraio 727 e il giorno a lei dedicato nel calendario cristiano fu deciso che fosse proprio il 23 febbraio.
Secondo la medievalista Pamela Berger ci sono sufficienti prove per credere che Santa Mildburga sia stata sincretizzata con una dea pagana. Stando a quanto dice la studiosa "questo santo fu scelto per assumere il ruolo di protettrice del grano nel Shropshire quando l'antica protettrice pagana non poteva più essere venerata".

## Scoperta normanna
La tomba della santa fu venerata fino a quando l'abbazia fu distrutta attorno all'874, durante una delle invasioni danesi. Nel dodicesimo secolo, dopo la conquista normanna, alcuni monaci cluniacensi costruirono sullo stesso sito una prioria, le cui rovine sono visibili a Much Wenlock ancora oggi.
I monaci arrivarono a Wenlock dalla Francia e, una volta scoperte quelle che essi ritennero essere le ossa di Santa Mildburga, diedero inizio, nel 1101, ad un processo atto a rendere le reliquie della santa meta di pellegrinaggio per i lebbrosi. Ciò fu naturalmente causa di malumore nella popolazione locale ma attirò moltissime persone dalla Francia e dal Galles e diede il via ad una vivace produzione di racconti scritti sulla vita e i miracoli di Mildburga. Il documento intitolato Miracula Inventionis Beatae Mylburge Virginis fu molto probabilmente scritto in questo periodo e a poco tempo dopo risale Vita Mildburga, opera dell'agiografo Gozzelino di San Bertino, nella quale l'autore incluse il pre-esistente racconto intitolato Mildburh's Testimony, che sostiene essere un racconto in prima persona della vita di Mildburga.
Santa Mildburga è una degli 89 santi elencati, assieme ai loro luoghi di sepoltura, nel testo dell'undicesimo secolo e scritto in inglese antico, conosciuto come Secgan o On the Resting-Places of the Saints.

## Albero genealogico
L'albero genealogico di questa parte della famiglia reale del Kent nel settimo secolo è derivato dalle vecchie cronache latine e anglosassoni. Eadbald divenne re nel 616 e regnò fino alla sua morte, nel 640, quando gli succedette suo figlio Eorcenberht (che secondo alcuni regnò assieme a Eormenred, nonno di Mildburga). Egberto salì sul trono nel 664 e morì nel 673 quando sul trono del Kent salì suo fratello Hlothhere, che regnò fino al 685. Il figlio di Egberto, Eadric, regnò dal 685 al 686 (forse anche insieme a suo zio Hlothhere).
|                          |                          |                          |                          |                          |                          | Santo Etelberto I re del Kent | Santo Etelberto I re del Kent | Santo Etelberto I re del Kent | Santo Etelberto I re del Kent | Santo Etelberto I re del Kent | Santo Etelberto I re del Kent |                            |                            |  |  |                              |                              | Santa Bertha                 | Santa Bertha                 | Santa Bertha                 | Santa Bertha                 | Santa Bertha | Santa Bertha |                            |                            |                            |                            |                            |                            |  |  |                |                |                |                |                |                |  |  |                 |                 |                 |                 |                 |                 |  |  |            |            |            |            |            |            |  |  |            |            |            |            |            |            |
|                          |                          |                          |                          |                          |                          | Santo Etelberto I re del Kent | Santo Etelberto I re del Kent | Santo Etelberto I re del Kent | Santo Etelberto I re del Kent | Santo Etelberto I re del Kent | Santo Etelberto I re del Kent |                            |                            |  |  |                              |                              | Santa Bertha                 | Santa Bertha                 | Santa Bertha                 | Santa Bertha                 | Santa Bertha | Santa Bertha |                            |                            |                            |                            |                            |                            |  |  |                |                |                |                |                |                |  |  |                 |                 |                 |                 |                 |                 |  |  |            |            |            |            |            |            |  |  |            |            |            |            |            |            |
|                          |                          |                          |                          |                          |                          |                               |                               |                               |                               |                               |                               |                            |                            |  |  |                              |                              |                              |                              |                              |                              |              |              |                            |                            |                            |                            |                            |                            |  |  |                |                |                |                |                |                |  |  |                 |                 |                 |                 |                 |                 |  |  |            |            |            |            |            |            |  |  |            |            |            |            |            |            |
|                          |                          |                          |                          |                          |                          |                               |                               |                               |                               |                               |                               |                            |                            |  |  |                              |                              |                              |                              |                              |                              |              |              |                            |                            |                            |                            |                            |                            |  |  |                |                |                |                |                |                |  |  |                 |                 |                 |                 |                 |                 |  |  |            |            |            |            |            |            |  |  |            |            |            |            |            |            |
| Edvino re di Northumbria | Edvino re di Northumbria | Edvino re di Northumbria | Edvino re di Northumbria | Edvino re di Northumbria | Edvino re di Northumbria |                               |                               | Santa Etelburga di Liminge    | Santa Etelburga di Liminge    | Santa Etelburga di Liminge    | Santa Etelburga di Liminge    | Santa Etelburga di Liminge | Santa Etelburga di Liminge |  |  | Eadbaldo re del Kent         | Eadbaldo re del Kent         | Eadbaldo re del Kent         | Eadbaldo re del Kent         | Eadbaldo re del Kent         | Eadbaldo re del Kent         |              |              | Emma                       | Emma                       | Emma                       | Emma                       | Emma                       | Emma                       |  |  |                |                |                |                |                |                |  |  |                 |                 |                 |                 |                 |                 |  |  |            |            |            |            |            |            |  |  |            |            |            |            |            |            |
| Edvino re di Northumbria | Edvino re di Northumbria | Edvino re di Northumbria | Edvino re di Northumbria | Edvino re di Northumbria | Edvino re di Northumbria |                               |                               | Santa Etelburga di Liminge    | Santa Etelburga di Liminge    | Santa Etelburga di Liminge    | Santa Etelburga di Liminge    | Santa Etelburga di Liminge | Santa Etelburga di Liminge |  |  | Eadbaldo re del Kent         | Eadbaldo re del Kent         | Eadbaldo re del Kent         | Eadbaldo re del Kent         | Eadbaldo re del Kent         | Eadbaldo re del Kent         |              |              | Emma                       | Emma                       | Emma                       | Emma                       | Emma                       | Emma                       |  |  |                |                |                |                |                |                |  |  |                 |                 |                 |                 |                 |                 |  |  |            |            |            |            |            |            |  |  |            |            |            |            |            |            |
|                          |                          |                          |                          |                          |                          |                               |                               |                               |                               |                               |                               |                            |                            |  |  |                              |                              |                              |                              |                              |                              |              |              |                            |                            |                            |                            |                            |                            |  |  |                |                |                |                |                |                |  |  |                 |                 |                 |                 |                 |                 |  |  |            |            |            |            |            |            |  |  |            |            |            |            |            |            |
|                          |                          |                          |                          |                          |                          |                               |                               |                               |                               |                               |                               |                            |                            |  |  |                              |                              |                              |                              |                              |                              |              |              |                            |                            |                            |                            |                            |                            |  |  |                |                |                |                |                |                |  |  |                 |                 |                 |                 |                 |                 |  |  |            |            |            |            |            |            |  |  |            |            |            |            |            |            |
| Santa Sexburga di Ely    | Santa Sexburga di Ely    | Santa Sexburga di Ely    | Santa Sexburga di Ely    | Santa Sexburga di Ely    | Santa Sexburga di Ely    |                               |                               | Eorcenberht re del Kent       | Eorcenberht re del Kent       | Eorcenberht re del Kent       | Eorcenberht re del Kent       | Eorcenberht re del Kent    | Eorcenberht re del Kent    |  |  | Santa Eanswida di Folkestone | Santa Eanswida di Folkestone | Santa Eanswida di Folkestone | Santa Eanswida di Folkestone | Santa Eanswida di Folkestone | Santa Eanswida di Folkestone |              |              | Eormenred ? re del Kent    | Eormenred ? re del Kent    | Eormenred ? re del Kent    | Eormenred ? re del Kent    | Eormenred ? re del Kent    | Eormenred ? re del Kent    |  |  | Oslafa         | Oslafa         | Oslafa         | Oslafa         | Oslafa         | Oslafa         |  |  |                 |                 |                 |                 |                 |                 |  |  |            |            |            |            |            |            |  |  |            |            |            |            |            |            |
| Santa Sexburga di Ely    | Santa Sexburga di Ely    | Santa Sexburga di Ely    | Santa Sexburga di Ely    | Santa Sexburga di Ely    | Santa Sexburga di Ely    |                               |                               | Eorcenberht re del Kent       | Eorcenberht re del Kent       | Eorcenberht re del Kent       | Eorcenberht re del Kent       | Eorcenberht re del Kent    | Eorcenberht re del Kent    |  |  | Santa Eanswida di Folkestone | Santa Eanswida di Folkestone | Santa Eanswida di Folkestone | Santa Eanswida di Folkestone | Santa Eanswida di Folkestone | Santa Eanswida di Folkestone |              |              | Eormenred ? re del Kent    | Eormenred ? re del Kent    | Eormenred ? re del Kent    | Eormenred ? re del Kent    | Eormenred ? re del Kent    | Eormenred ? re del Kent    |  |  | Oslafa         | Oslafa         | Oslafa         | Oslafa         | Oslafa         | Oslafa         |  |  |                 |                 |                 |                 |                 |                 |  |  |            |            |            |            |            |            |  |  |            |            |            |            |            |            |
|                          |                          |                          |                          |                          |                          |                               |                               |                               |                               |                               |                               |                            |                            |  |  |                              |                              |                              |                              |                              |                              |              |              |                            |                            |                            |                            |                            |                            |  |  |                |                |                |                |                |                |  |  |                 |                 |                 |                 |                 |                 |  |  |            |            |            |            |            |            |  |  |            |            |            |            |            |            |
|                          |                          |                          |                          |                          |                          |                               |                               |                               |                               |                               |                               |                            |                            |  |  |                              |                              |                              |                              |                              |                              |              |              |                            |                            |                            |                            |                            |                            |  |  |                |                |                |                |                |                |  |  |                 |                 |                 |                 |                 |                 |  |  |            |            |            |            |            |            |  |  |            |            |            |            |            |            |
| Egberto re del Kent      | Egberto re del Kent      | Egberto re del Kent      | Egberto re del Kent      | Egberto re del Kent      | Egberto re del Kent      |                               |                               | Hlothhere re del Kent         | Hlothhere re del Kent         | Hlothhere re del Kent         | Hlothhere re del Kent         | Hlothhere re del Kent      | Hlothhere re del Kent      |  |  | Merewalh re del Magonsete    | Merewalh re del Magonsete    | Merewalh re del Magonsete    | Merewalh re del Magonsete    | Merewalh re del Magonsete    | Merewalh re del Magonsete    |              |              | Domne Eafe                 | Domne Eafe                 | Domne Eafe                 | Domne Eafe                 | Domne Eafe                 | Domne Eafe                 |  |  | Santo Etelredo | Santo Etelredo | Santo Etelredo | Santo Etelredo | Santo Etelredo | Santo Etelredo |  |  | Santo Etelberto | Santo Etelberto | Santo Etelberto | Santo Etelberto | Santo Etelberto | Santo Etelberto |  |  | Eormenburg | Eormenburg | Eormenburg | Eormenburg | Eormenburg | Eormenburg |  |  | Eormengyth | Eormengyth | Eormengyth | Eormengyth | Eormengyth | Eormengyth |
| Egberto re del Kent      | Egberto re del Kent      | Egberto re del Kent      | Egberto re del Kent      | Egberto re del Kent      | Egberto re del Kent      |                               |                               | Hlothhere re del Kent         | Hlothhere re del Kent         | Hlothhere re del Kent         | Hlothhere re del Kent         | Hlothhere re del Kent      | Hlothhere re del Kent      |  |  | Merewalh re del Magonsete    | Merewalh re del Magonsete    | Merewalh re del Magonsete    | Merewalh re del Magonsete    | Merewalh re del Magonsete    | Merewalh re del Magonsete    |              |              | Domne Eafe                 | Domne Eafe                 | Domne Eafe                 | Domne Eafe                 | Domne Eafe                 | Domne Eafe                 |  |  | Santo Etelredo | Santo Etelredo | Santo Etelredo | Santo Etelredo | Santo Etelredo | Santo Etelredo |  |  | Santo Etelberto | Santo Etelberto | Santo Etelberto | Santo Etelberto | Santo Etelberto | Santo Etelberto |  |  | Eormenburg | Eormenburg | Eormenburg | Eormenburg | Eormenburg | Eormenburg |  |  | Eormengyth | Eormengyth | Eormengyth | Eormengyth | Eormengyth | Eormengyth |
|                          |                          |                          |                          |                          |                          |                               |                               |                               |                               |                               |                               |                            |                            |  |  |                              |                              |                              |                              |                              |                              |              |              |                            |                            |                            |                            |                            |                            |  |  |                |                |                |                |                |                |  |  |                 |                 |                 |                 |                 |                 |  |  |            |            |            |            |            |            |  |  |            |            |            |            |            |            |
|                          |                          |                          |                          |                          |                          |                               |                               |                               |                               |                               |                               |                            |                            |  |  |                              |                              |                              |                              |                              |                              |              |              |                            |                            |                            |                            |                            |                            |  |  |                |                |                |                |                |                |  |  |                 |                 |                 |                 |                 |                 |  |  |            |            |            |            |            |            |  |  |            |            |            |            |            |            |
| Eadric re del Kent       | Eadric re del Kent       | Eadric re del Kent       | Eadric re del Kent       | Eadric re del Kent       | Eadric re del Kent       |                               |                               | Merefin                       | Merefin                       | Merefin                       | Merefin                       | Merefin                    | Merefin                    |  |  | Santa Mildred                | Santa Mildred                | Santa Mildred                | Santa Mildred                | Santa Mildred                | Santa Mildred                |              |              | Santa Mildburga di Wenlock | Santa Mildburga di Wenlock | Santa Mildburga di Wenlock | Santa Mildburga di Wenlock | Santa Mildburga di Wenlock | Santa Mildburga di Wenlock |  |  | Santa Mildgita | Santa Mildgita | Santa Mildgita | Santa Mildgita | Santa Mildgita | Santa Mildgita |  |  |                 |                 |                 |                 |                 |                 |  |  |            |            |            |            |            |            |  |  |            |            |            |            |            |            |